# 権現山 (丹沢 箒沢)
権現山（ごんげんやま）は、神奈川県足柄上郡山北町にある標高1,138mの山である。丹沢大山国定公園に指定されている。丹沢湖付近にも権現山という同名の山が存在する。

## 登山道
登山ルートは、西丹沢ビジターセンター（旧西丹沢自然教室）から吊橋を渡り、西沢沿いに進んで権現山分岐から登るのが一般的。
- 西丹沢ビジターセンター ― 権現山分岐 ― 権現山（約2時間）

林業の作業道への迷い込みや沢への滑落が起きやすい登山道なので、既に登山道としては管理されていない。平成19年以降に発行された登山地図（『山と高原地図』昭文社）では、登山道としては表記されていない。

## 周辺の山
- 畦ヶ丸（1,293m）
- 屏風岩山（1,052m）

## ギャラリー

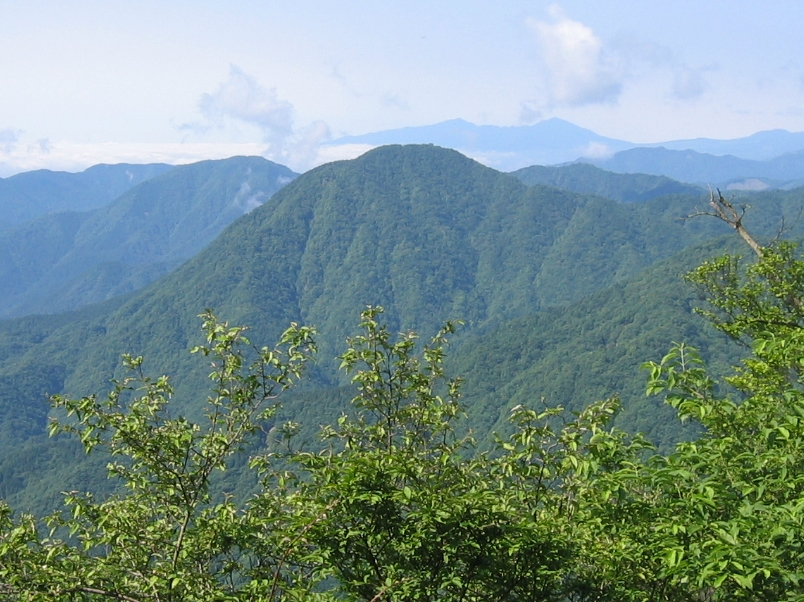
犬越路付近より望む権現山